# Migmocera
Migmocera is een kevergeslacht uit de familie van de boktorren (Cerambycidae). De wetenschappelijke naam van het geslacht werd voor het eerst geldig gepubliceerd in 1976 door Martins.

## Soorten
Migmocera is monotypisch en omvat slechts de volgende soort:
- Migmocera flavicauda (Bates, 1885)